# Supercoppa spagnola 2021 (calcio femminile)
La Supercoppa spagnola 2021 di calcio femminile è stata la sesta edizione della Supercoppa spagnola di calcio femminile, la seconda con la nuova formula a quattro squadre che sostituisce l'originaria a sole due contendenti. Il torneo si è disputato dal 12 al 16 gennaio 2021 allo Stadio dei Giochi del Mediterraneo di Almería. Il trofeo è stato vinto per la prima volta nella sua storia sportiva dall'Atlético Madrid, che nella finale del 16 gennaio ha superato il Levante con il risultato di 3-0 grazie alla rete della venezuelana Deyna Castellanos e una doppietta realizzata dalla camerunese Ajara Nchout.
Per la prima volta la competizione si è disputata nell'anno solare successivo alla chiusura di Primera División e Coppa della Regina, terminate anzitempo nel febbraio 2020.

## Formato
A contendersi il trofeo sono state quattro squadre, formula adottata per la seconda volta dopo l'edizione 2020 che ha ripreso il trofeo originariamente a due sole squadre disputato per quattro stagioni dal 1997 al 2000. La competizione ha visto la partecipazione di entrambe le finaliste della Coppa della Regina 2019-2020 e delle squadre meglio classificate della Primera División 2019-2020 che non si erano già qualificate alla finale di Coppa: nell'ordine Barcellona, Dux Logroño, Atlético Madrid e Levante.
La competizione ha visto svolgersi due gare di semifinale in gara unica nella sede prestabilita, con le vincenti di queste sfide che hanno avuto accesso alla finale che ha assegnato il trofeo, anch'essa in gara unica nella stessa sede. Il Levante, terza classificata della Primera División 2019-2020, ha sfidato il Dux Logroño, finalista di Coppa e, di conseguenza, l'Atlético Madrid, seconda classificata, si è scontrata con il Barcellona, Campione di Spagna e detentore della Coppa. Le sfide si sono disputate rispettivamente il 12 e il 13 gennaio 2021, mentre la finale, tra le vincenti delle semifinali, è stata giocata il 16 gennaio 2021. Non è stata disputata la finale per il 3º e 4º posto.

## Squadre partecipanti
| Squadra         | Qualificazione                                                               | Ultima partecipazione    |
| --------------- | ---------------------------------------------------------------------------- | ------------------------ |
| Atlético Madrid | 2ª classificata in Primera División 2019-2020                                | Supercoppa spagnola 2020 |
| Barcellona      | campione di Spagna 2019-2020 e detentrice della Coppa della Regina 2019-2020 | Supercoppa spagnola 2020 |
| Levante         | 3ª classificata in Primera División 2019-2020                                | Supercoppa spagnola 2020 |
| Dux Logroño     | Finalista di Coppa della Regina 2019-2020                                    | -                        |

## Risultati

### Tabellone
|  | Semifinali            | Semifinali            | Semifinali      |                 |         | Finale  | Finale | Finale |  |
|  |                       |                       |                 |                 |         |         |        |        |  |
|  | Levante               | Levante               | 3               |                 |         |         |        |        |  |
|  | Levante               | Levante               | 3               |                 |         |         |        |        |  |
|  | Dux Logroño           | Dux Logroño           | 1               |                 |         |         |        |        |  |
|  | Dux Logroño           | Dux Logroño           | 1               |                 | Levante | Levante | 0      |        |  |
|  |                       |                       |                 |                 | Levante | Levante | 0      |        |  |
|  |                       |                       | Atlético Madrid | Atlético Madrid | 3       |         |        |        |  |
|  | Atlético Madrid (dtr) | Atlético Madrid (dtr) | Atlético Madrid | Atlético Madrid | 3       | 1 (3)   |        |        |  |
|  | Atlético Madrid (dtr) | Atlético Madrid (dtr) |                 |                 |         |         |        |        |  |
|  | Barcellona            | Barcellona            | 1 (1)           |                 |         |         |        |        |  |

### Semifinali
| Arbitro: | Ainara Andrea Acevedo Dudley |

|                                     |           |          |
| Esther 34’ Navarro 60’ Andonova 73’ | Marcatori | 28’ Boho |

| Arbitro: | Olatz Rivera Olmedo |

|                                              |                      |                                    |
| Van Dongen 67’ (rig.)                        | Marcatori            | 90’ Putellas                       |
| Diallo Castellanos van Dongen Laurent Guagni | Tiri di rigore 3 – 1 | Hermoso Caldentey Serrano Torrejón |

### Finale
| Arbitro: | Marta Frías Acedo |

|  |           |                                 |
|  | Marcatori | 18’ Castellanos 22’, 32’ Nchout |

### Formazioni
| Levante | Atlético Madrid |

| Levante:                |    |                  |     |  |
|                         |    |                  |     |  |
| P                       | 13 | Andreea Părăluță |     |  |
| D                       | 4  | María Méndez     |     |  |
| D                       | 5  | Rocío Gálvez     |     |  |
| D                       | 16 | Jucinara         |     |  |
| C                       | 6  | Sandie Toletti   |     |  |
| C                       | 8  | Irene Guerrero   | 63’ |  |
| C                       | 12 | Claudia Zornoza  |     |  |
| C                       | 17 | Alharilla        | 88’ |  |
| A                       | 18 | Eva Navarro      | 83’ |  |
| A                       | 19 | Esther           |     |  |
| A                       | 9  | Nataša Andonova  | 62’ |  |
| A disposizione:         |    |                  |     |  |
| P                       | 1  | María            |     |  |
| D                       | 7  | Lucía            | 88’ |  |
| D                       | 20 | Paula Tomás      |     |  |
| D                       | 21 | Aldana Cometti   | 83’ |  |
| C                       | 10 | Estefanía Banini | 63’ |  |
| A                       | 11 | Alba Redondo     | 62’ |  |
| C                       | 24 | Silvia Lloris    |     |  |
| A                       | 29 | Andrea Okene     |     |  |
| A                       | 30 | Fiamma Iannuzzi  |     |  |
| Allenatore:             |    |                  |     |  |
| María del Mar Fernández |    |                  |     |  |

| Atlético Madrid: |    |                        |         |
|                  |    |                        |         |
| P                | 1  | Hedvig Lindahl         |         |
| D                | 3  | Merel van Dongen       |         |
| D                | 4  | Laia Aleixandri        |         |
| D                | 3  | Alia Guagni            | 81’     |
| D                | 19 | Aïssatou Tounkara      |         |
| C                | 10 | Amanda Sampedro        | 46’     |
| C                | 15 | Silvia Meseguer        |         |
| C                | 20 | Leicy Santos           | 57’     |
| A                | 6  | Deyna Castellanos      | 68’     |
| A                | 8  | Ludmila                |         |
| A                | 29 | Ajara Nchout           | 82’ 69’ |
| A disposizione:  |    |                        |         |
| P                | 13 | Pauline Peyraud-Magnin |         |
| D                | 2  | Grace Kazadi           | 81’     |
| C                | 7  | Turid Knaak            | 46’     |
| C                | 16 | Rasheedat Ajibade      | 82’     |
| C                | 17 | Aminata Diallo         | 57’ 59’ |
| A                | 18 | Toni Duggan            | 68’     |
| A                | 21 | Emelyne Laurent        |         |
| D                | 23 | Alejandra Bernabé      |         |
| D                | 26 | Sonia García           |         |
| Allenatore:      |    |                        |         |
| Dani González    |    |                        |         |

## Statistiche

### Classifica marcatrici
| Gol | Rigori |  | Giocatore         | Squadra         |
| --- | ------ |  | ----------------- | --------------- |
| 2   |        |  | Ajara Nchout      | Atlético Madrid |
| 1   |        |  | Nataša Andonova   | Levante         |
| 1   |        |  | Deyna Castellanos | Atlético Madrid |
| 1   |        |  | Esther González   | Levante         |
| 1   |        |  | Jade Boho         | Logroño         |
| 1   |        |  | Eva Navarro       | Levante         |
| 1   |        |  | Alexia Putellas   | Barcellona      |
| 1   | 1      |  | Merel van Dongen  | Atlético Madrid |